# Julius Schoeps

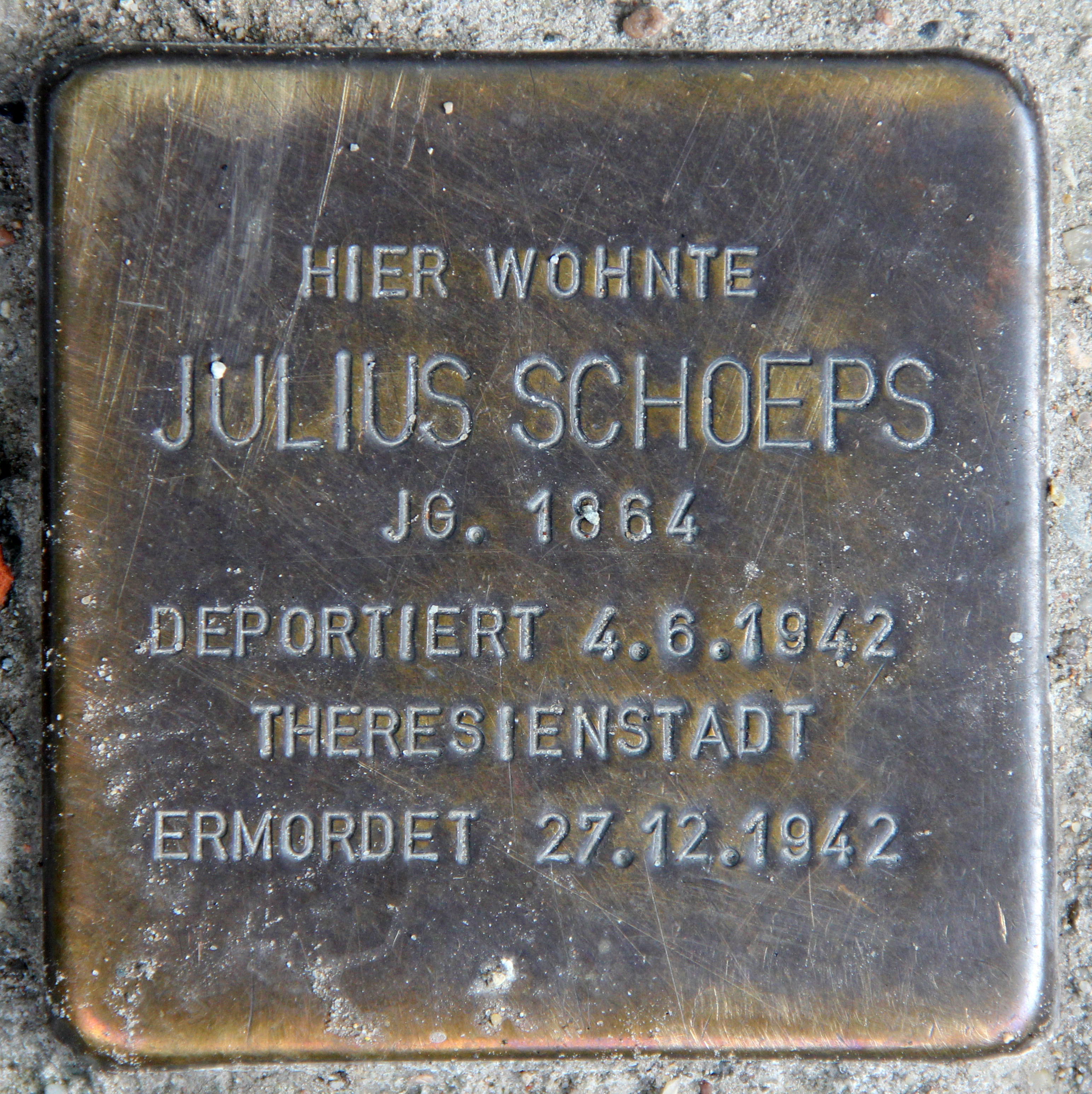
Stolperstein, Hasenheide 54, in Berlin-Kreuzberg

Julius Schoeps (* 5. Januar 1864 in Neuenburg, Kreis Schwetz in Westpreußen; † 27. Dezember 1942 im Ghetto Theresienstadt) war ein deutscher Arzt mit dem Titel eines Sanitätsrats und Königlich Preußischer Gardeoffizier.

## Leben
Nach dem Schulbesuch in Graudenz und dem mit der Promotion abgeschlossenen Studium der Medizin ließ sich Schoeps 1891 in Berlin als Arzt nieder. Er war seit 1900 Stabsarzt der Landwehr und leitete im Ersten Weltkrieg von 1914 bis 1920 Feldlazarette in Berlin, Prostken (Ostpreußen) und Berlin-Mariendorf. Schoeps wurde für seine aufopfernde Behandlung und Pflege der verwundeten Soldaten mehrfach ausgezeichnet und kümmerte sich auch über das Kriegsende hinaus um verwundete Soldaten. 1920 wurde er zum Oberstabsarzt befördert.
Nach dem Ersten Weltkrieg arbeitete Schoeps wieder als praktischer Arzt in Berlin. Das NS-Regime entzog ihm 1938 den Arzttitel. Dennoch wollte der mittlerweile 75-Jährige sich bei Ausbruch des Zweiten Weltkrieges freiwillig zum Militär zurückmelden. Am 5. Juni 1942 wurde er zusammen mit anderen Berliner Juden zur Vergeltung für das Attentat auf Reinhard Heydrich in das Ghetto Theresienstadt deportiert. Seine Frau Käthe, geb. Frank (1886–1944), begleitete ihn freiwillig. Julius Schoeps starb am 27. Dezember 1942 in Theresienstadt an einer nicht behandelten Urämie. Käthe Schoeps wurde im Mai oder Juni 1944 im Vernichtungslager Auschwitz mit Giftgas ermordet. 
Julius Schoeps’ Sohn war der Religionswissenschaftler und Historiker Hans-Joachim Schoeps; der Historiker und Politikwissenschaftler Julius H. Schoeps (* 1942) ist sein Enkel.

## Gedenken
Nach Schoeps war eine Kaserne der Bundeswehr in Hildesheim benannt (Dr.-Julius-Schoeps-Kaserne), die 2003 im Zuge der Truppenreduzierung als Bürogebäude umfunktioniert wurde. In Berlin-Kladow gibt es an der Sakrower Landstraße auf dem Gelände der Blücher-Kaserne einen Gedenkstein, der an Schoeps erinnert. Alljährlich gedenkt dort das Lazarettregiment 31, seit 1. Juli 2015 Sanitätsregiment 1 Führungsbereich Berlin, der Bundeswehr seines Todestages. Vor dem ehemaligen Wohnhaus, Hasenheide 54 in Berlin-Kreuzberg, befinden sich Stolpersteine für Julius und Käte Schoeps.